# Salih Yoluç

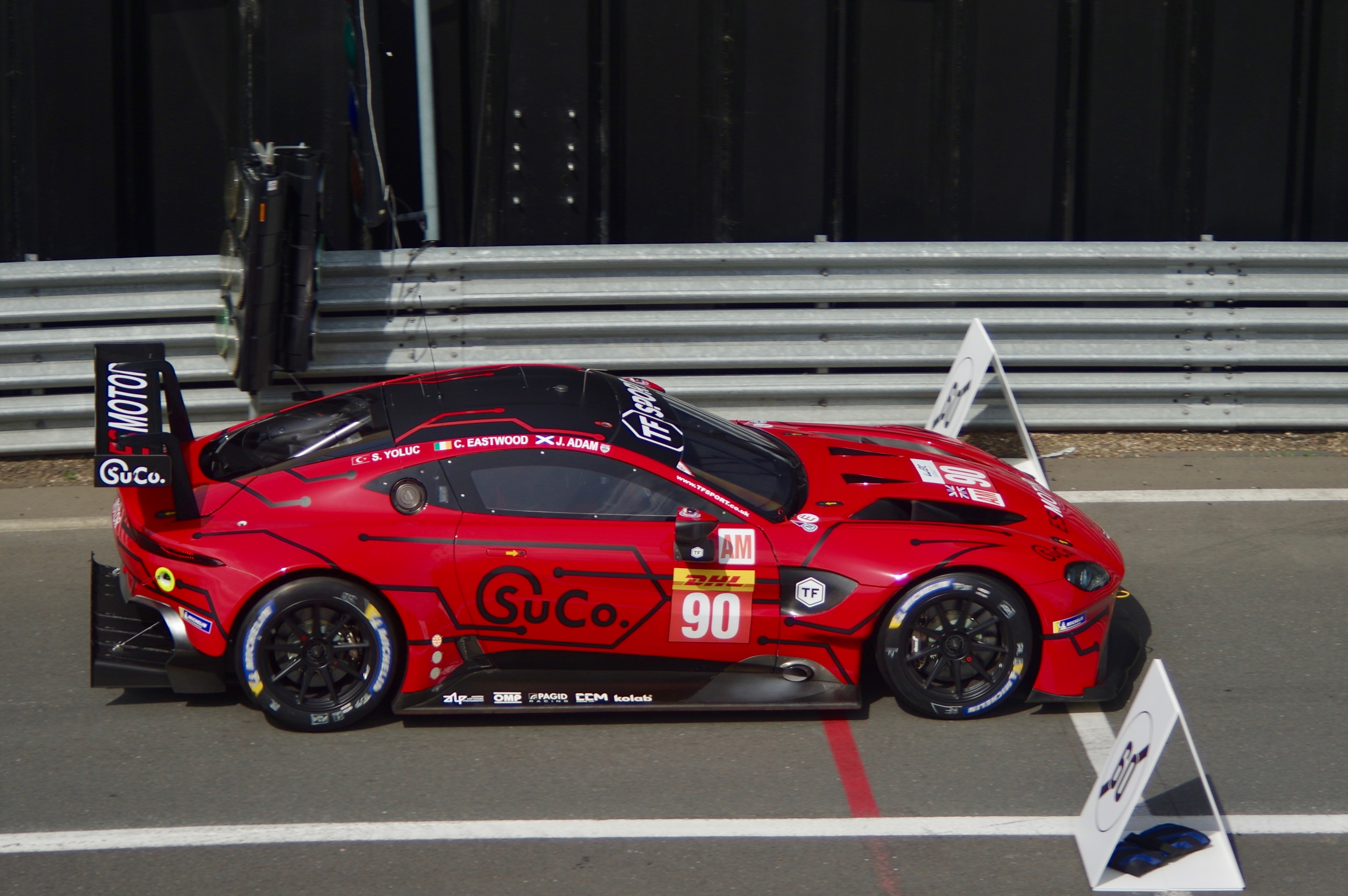
Der Aston Martin Vantage AMR von Charlie Eastwood, Jonny Adam und Salih Yoluç beim 4-Stunden-Rennen von Silverstone 2019

Ahmet Salih Yoluç (* 22. August 1995 in Istanbul) ist ein türkischer Autorennfahrer.

## Karriere als Rennfahrer
Salih Yoluç war der erste türkische Rennfahrer, der beim 24-Stunden-Rennen von Le Mans startete, wo er 2017 sein Debüt gab. Die GT-Karriere von Yoluç begann 2015 in der International GT Open, der European Le Mans Series und der Britischen GT-Meisterschaft. 2016 wurde er im Aston Martin Vantage GT3 Zweiter der GT3-Klasse des Michelin Le Mans Cups und 2017 der GTE-Klasse der European Le Mans Series.
Sein erster nennenswerter Meisterschaftserfolg gelang ihm mit dem Sieg im Pro-Am Cup im Blancpain GT Series Endurance Cup 2019. Zu dieser Zeit war er bereits regelmäßiger Starter in der FIA-Langstrecken-Weltmeisterschaft und fuhr zum dritten Mal in Folge in Le Mans. Seine beste Platzierung bei diesem 24-Stunden-Rennen war der 35. Endrang im Aston Martin Vantage GTE beim Debüt 2017.
Seinen ersten Gesamtsieg gelang in der European Le Mans Series erreichte er 2023 mit dem Erfolg beim 4-Stunden-Rennen von Barcelona.

## Statistik

### Le-Mans-Ergebnisse
| Jahr | Team               | Fahrzeug                 | Teamkollege        | Teamkollege      | Platzierung             | Ausfallgrund |
| ---- | ------------------ | ------------------------ | ------------------ | ---------------- | ----------------------- | ------------ |
| 2017 | TF Sport           | Aston Martin Vantage GTE | Euan Hankey        | Rob Bell         | Rang 35                 |              |
| 2018 | TF Sport           | Aston Martin Vantage GTE | Euan Hankey        | Charlie Eastwood | Ausfall                 | Unfall       |
| 2019 | TF Sport           | Aston Martin Vantage V8  | Euan Hankey        | Charlie Eastwood | Rang 42                 |              |
| 2020 | TF Sport           | Aston Martin Vantage GTE | Jonny Adam         | Charlie Eastwood | Rang 24 und Klassensieg |              |
| 2023 | Racing Team Turkey | Oreca 07                 | Tom Gamble         | Dries Vanthoor   | Ausfall                 | Aufhängung   |
| 2024 | JMW Motorsport     | Ferrari 296 GT3          | Giacomo Petrobelli | Larry ten Voorde | Ausfall                 | Benzinpumpe  |

### Sebring-Ergebnisse
| Jahr | Team             | Fahrzeug                     | Teamkollege | Teamkollege      | Platzierung | Ausfallgrund |
| ---- | ---------------- | ---------------------------- | ----------- | ---------------- | ----------- | ------------ |
| 2024 | Lone Star Racing | Mercedes-AMG GT3 Evo         | Rui Andrade | Scott Andrews    | Ausfall     | Aufhängung   |
| 2025 | DXDT Racing      | Chevrolet Corvette Z06 GT3.R | Alec Udell  | Charlie Eastwood | Rang 34     |              |

### Einzelergebnisse in der FIA-Langstrecken-Weltmeisterschaft
| Saison  | Team               | Rennwagen                | 1   | 2   | 3   | 4   | 5   | 6   | 7   | 8   | 9   |
| ------- | ------------------ | ------------------------ | --- | --- | --- | --- | --- | --- | --- | --- | --- |
| 2017    | TF Sport           | Aston Martin Vantage GTE | SIL | SPA | LEM | NÜR | MEX | AUS | FUJ | SHA | BAH |
| 2017    | TF Sport           | Aston Martin Vantage GTE | 35  |     |     |     |     |     |     |     |     |
| 2018/19 | TF Sport           | Aston Martin Vantage GTE | SPA | LEM | SIL | FUJ | SHA | SEB | SPA | LEM |     |
| 2018/19 | TF Sport           | Aston Martin Vantage GTE | 35  | DNF | 18  | 24  | 29  | 25  | 26  | 42  |     |
| 2019/20 | TF Sport           | Aston Martin Vantage AMR | SIL | FUJ | SHA | BAH | AUS | SPA | LEM | BAH |     |
| 2019/20 | TF Sport           | Aston Martin Vantage AMR | 24  | 19  | 19  | DNF | 19  | 17  | 24  | 21  |     |
| 2023    | Racing Team Turkey | Oreca 07                 | SEB | POR | SPA | LEM | MON | FUJ | BAH |     |     |
| 2023    | Racing Team Turkey | Oreca 07                 | DNF |     |     |     |     |     |     |     |     |
| 2024    | JMW Motorsport     | Ferrari 296 GT3          | KAT | IMO | SPA | LEM | SAO | AUS | FUJ | BAH |     |
| 2024    | JMW Motorsport     | Ferrari 296 GT3          | DNF |     |     |     |     |     |     |     |     |